# Aquila (genre)
Pour les articles homonymes, voir Aquila.
Genre
Le genre Aquila appartient à la famille des Accipitridés et regroupe des aigles qui ont pour caractéristique d'être de grande taille.

## Liste des espèces
D'après la classification de référence (version 14.1, 2024) de l'Union internationale des ornithologues, il y a 11 espèces du genre Aquila (ordre philogénique) :
| Espèce                                               | Illustration      | Répartition       | Population Nombre de couples                        |
| Aquila nipalensis Hodgson, 1833 Aigle des steppes    | Aigle des steppes | Aigle des steppes |                                                     |
| Aquila rapax (Temminck, 1828) Aigle ravisseur        | Aigle ravisseur   | Aigle ravisseur   |                                                     |
| Aquila adalberti Brehm, CL, 1861 Aigle ibérique      | Aigle ibérique    | Aigle ibérique    | 300 couples en Europe en Espagne, Portugal et Maroc |
| Aquila heliaca Savigny, 1809 Aigle impérial          | Aigle impérial    | Aigle impérial    | Espèce vulnérable                                   |
| Aquila chrysaetos (Linnaeus, 1758) Aigle royal       | Aigle royal       | Aigle royal       |                                                     |
| Aquila africana (Cassin, 1865) Aigle de Cassin       | Aigle de Cassin   | Afrique           |                                                     |
| Aquila audax (Latham, 1801) Aigle d'Australie        | Aigle d'Australie | Aigle d'Australie |                                                     |
| Aquila gurneyi Gray, GR, 1861 Aigle de Gurney        | Aigle impérial    | Nouvelle-Guinée   | Espèce quasi-menacée                                |
| Aquila verreauxii Lesson, RP, 1831 Aigle de Verreaux | Aigle de Verreaux | Aigle de Verreaux |                                                     |
| Aquila fasciata Vieillot, 1822 Aigle de Bonelli      | Aigle de Bonelli  | Aigle de Bonelli  |                                                     |
| Aquila spilogaster (Bonaparte, 1850) Aigle fascié    | Aigle fascié      | Aigle fascié      |                                                     |